# 2801 Гюйгенс
2801 Гюйгенс (2801 Huygens) — астероїд головного поясу, відкритий 28 вересня 1935 року.
Тіссеранів параметр щодо Юпітера — 3,283.
Названо на честь нідерландського фізика, математика та астронома Християна Гюйгенса